# Yizhou (provins)
Yizhou (益州; Yìzhōu) är en historisk kinesisk provins i Sichuanbäckenet. Territoriet motsvarar ungefär dagens Sichuan och Chongqing. Yizhou var en av tretton provinser som bildades under Handynastin (206 f.Kr.–220).